# Marcel Nijenhuis
Marcel Nijenhuis (Heteren, 17 april 1974) is een Nederlands voormalig profvoetballer en huidig trainer in het amateurvoetbal.

## Loopbaan
Nijenhuis begon bij SDOO en debuteerde op zestienjarige leeftijd in het eerste team van FC Wageningen in de Eerste divisie. Na het faillissement van Wageningen in 1992 ging hij naar N.E.C. waar hij aan het einde van het seizoen 1992/93 in het eerste team debuteerde. Nijenhuis kampte veelvuldig met blessures. In het seizoen 1993/94 won hij met N.E.C. in de halve finale van de KNVB beker van Ajax maar de finale die verloren werd van Feyenoord moest hij missen vanwege een blessure. Dat seizoen promoveerde hij met N.E.C. via de nacompetitie naar de Eredivisie. In 1995 ging Nijenhuis naar Achilles '29 dat uitkwam in de Hoofdklasse. Eind 1996 moest hij vanwege een nieuwe blessure stoppen met voetballen. Hij werd jeugdtrainer en deed nog enkele vergeefse pogingen om als speler weer in het lagere amateurvoetbal te kunnen spelen. Nijenhuis werd trainer en is sinds 2007 verbonden aan Excelsior Zetten.